# Piet Wijdekop
Pieter "Piet" Wijdekop, född 13 september 1912 i Amsterdam, död 1 september 1982 i Heemskerk, var en nederländsk kanotist.
Wijdekop blev olympisk bronsmedaljör i F-2 10 000 meter vid sommarspelen 1936 i Berlin.